# Klaus Hahnzog

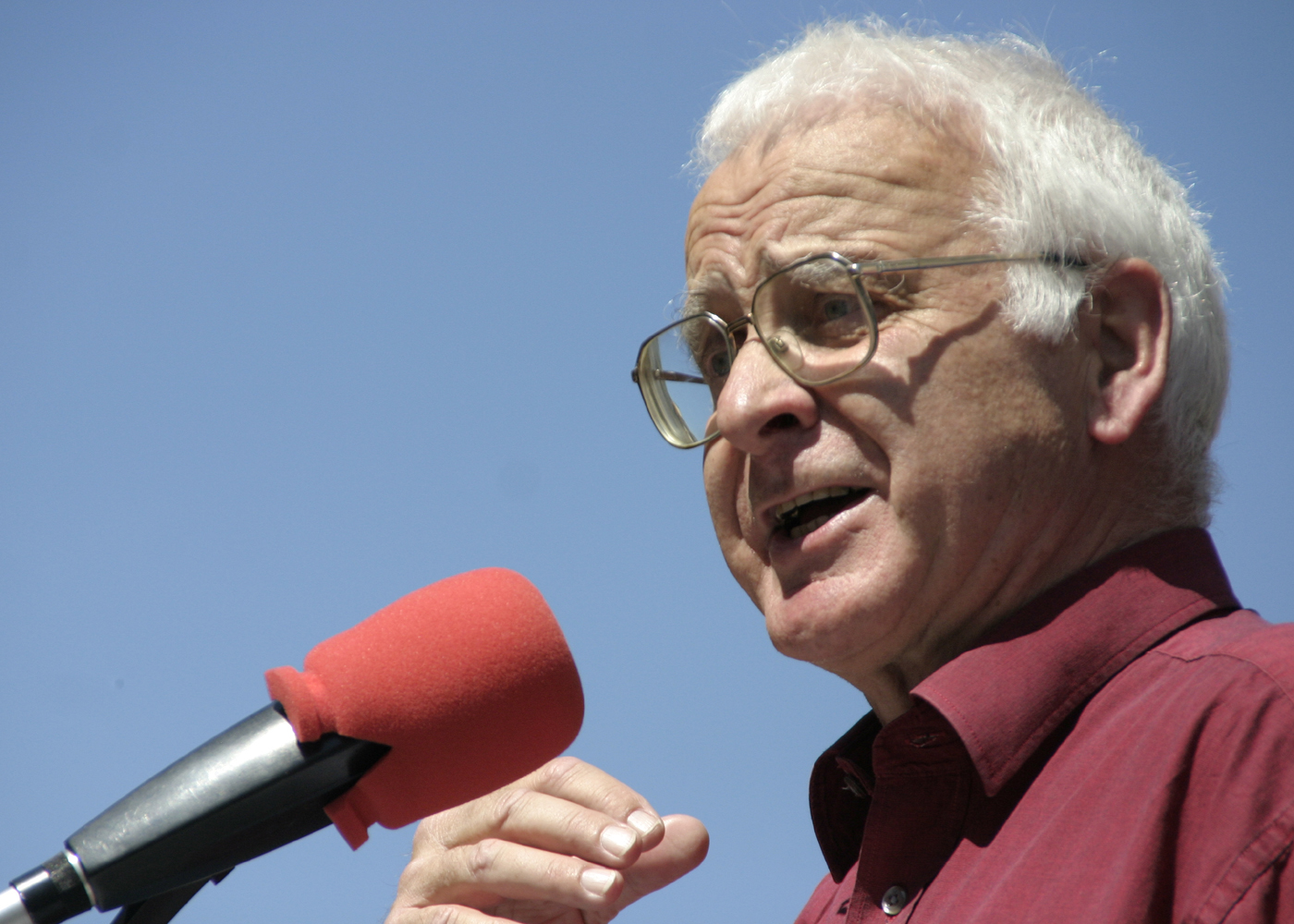
Klaus Hahnzog (Juni 2008)

Klaus Hahnzog (* 7. August 1936 in Stuttgart; † 21. Juli 2025 in München) war ein deutscher Jurist und Politiker (SPD) in Bayern. Er war Mitglied des Bayerischen Landtags und nichtberufsrichterliches Mitglied des Bayerischen Verfassungsgerichtshofs.

## Leben
Nach dem Abitur 1956 studierte Klaus Hahnzog Rechtswissenschaften an den Universitäten Frankfurt am Main, Berlin und München. 1964 schloss er mit dem zweiten juristischen Staatsexamen ab. Anschließend arbeitete er in wechselnden juristischen Berufen und wurde zum Dr. jur. promoviert.
Ab 1973 war Hahnzog Stadtrat und Kreisverwaltungsreferent der Stadt München. 1982 schied er aus diesem Amt aus und arbeitete als Rechtsanwalt, ehe er 1984 in den Münchner Stadtrat und zum Dritten Bürgermeister der Stadt gewählt wurde. In diesem Amt war er für die Bereiche Soziales, Umwelt, Kultur, Ausländer und Sport zuständig.
Bei der Landtagswahl in Bayern 1990 kandidierte Hahnzog erfolgreich im Stimmkreis München-Giesing. Bei den Wahlen 1994 und 1998 wurde er über die Wahlkreisliste Oberbayern wiedergewählt. 2003 verzichtete er auf eine erneute Kandidatur und schied aus dem bayerischen Landtag aus. Während seiner Zeit als Abgeordneter gehörte er durchgängig dem Ausschuss für Verfassungs-, Rechts- und Kommunalfragen bzw. für Verfassungs-, Rechts- und Parlamentsfragen an, 1994 bis 2003 war er dessen Vorsitzender.
Während seiner Zeit als Landtagsabgeordneter arbeitete Hahnzog auch als Rechtsanwalt. Diese Tätigkeit führte er auch nach seinem Ausscheiden aus dem Landtag fort.
1978 bis 1990 war Hahnzog nichtberufsrichterliches Mitglied des Bayerischen Verfassungsgerichtshofes. Seit 2003 übte er diese Aufgabe erneut aus.
Mitglied der SPD war Hahnzog ab 1968. Er engagierte sich besonders auch in der Arbeitsgemeinschaft sozialdemokratischer Juristinnen und Juristen, deren Bundesvorsitzender er für mehrere Jahre war. Er war Mitglied des Kuratoriums von Mehr Demokratie.
Klaus Hahnzog war verheiratet und hatte zwei Kinder.
Im Juli 2025 verstarb Klaus Hahnzog im Alter von 88 Jahren.

## Auszeichnungen
- 2006: Bayrische Verfassungsmedaille in Gold[3]
- Bayerischer Verdienstorden[6]
- Krenkl-Preis der SPD im Münchner Süden[6]